# STARTTLS
STARTTLS — расширение обычного протокола текстового обмена, которое позволяет создать зашифрованное соединение (TLS или SSL) прямо поверх обычного TCP-соединения вместо открытия для шифрованного соединения отдельного порта.
STARTTLS для IMAP и POP3 определён в RFC 2595, для SMTP — в RFC 3207, для FTP — в RFC 4217, для XMPP — в RFC 6120, для LDAP — в RFC 2830 и для NNTP — в RFC 4642.

## Уровни
TLS это независимый от уровня приложений протокол; в терминах RFC 5246
Высокоуровневые протоколы могут располагаться поверх прозрачного TLS протокола. Стандарт TLS не описывает как другие протоколы взаимодействуют с TLS, он не описывает как инициализировать рукопожатие TLS и как использовать обмен сертификатами аутентификации. Этим занимаются протоколы, запущенные поверх TLS.
Для использования TLS необходимо использовать библиотеки, в которые уже встроен TLS. Например, расширение RFC 3207 SMTP показывает в следующем описании протокола, как клиент и сервер запускают зашифрованную сессию:
```
  S: 
<
waits for connection on TCP port 25
>

  C: 
<
opens connection
>

  S: 220 mail.example.org ESMTP service ready
  C: EHLO client.example.org
  S: 250-mail.example.org offers a warm hug of welcome
  S: 250 STARTTLS
  C: STARTTLS
  S: 220 Go ahead
  C: 
<
starts TLS negotiation
>

  C & S: 
<
negotiate a TLS session
>

  C & S: 
<
check result of negotiation
>

  C: EHLO client.example.org
[
3
]

  . . .
```

Последняя команда EHLO проходит через защищённый канал. Отметим, что возможность аутентификации не обязательна для SMTP, и возможные ответы сервера могут не распознаваться как AUTH PLAIN расширения SMTP, которых нет в обычном текстовом обмене.

## SSL-порты
Перед тем, как STARTTLS появился, многие TCP порты были назначены для SSL-шифрованного соединения многих серверов. TLS устанавливает безопасное соединение посредством коммуникационного потока идентичного старому, не шифрованному протоколу. С момента внедрения более эффективного STARTTLS, не рекомендуется использовать дефицитные номера портов, что позволяет упростить конфигурацию устройств. Некоторые примеры:
| Protocol | Purpose    | Normal port | SSL variant | SSL port |
| -------- | ---------- | ----------- | ----------- | -------- |
| HTTP     | Web server | 80          | HTTPS       | 443      |
| SMTP     | Send email | 25          | SMTPS       | 465      |
| IMAP     | Read email | 143         | IMAPS       | 993      |